# W-14
W-14 — тральщик Імперського флоту Японії, який взяв участь у Другій світовій війні.
Корабель, який належав до типу W-13, спорудили у 1933 році на верфі Hitachi Shipbuilding у Сакураджимі.
З червня 1941-го корабель належав до 11-го дивізіону тральщиків. Напередодні вступу Японії у Другу світову війну W-14 перейшов з метрополії до Такао (наразі Гаосюн на Тайвані), а 7 грудня вийшов звідси із завданням супроводжувати загін, що повинен був доправити допоміжний десант на острів Батан (архіпелаг Батанес) у центральній частині Лусонської протоки. Висадка успішно відбулась 8 грудня.
17—22 грудня 1941-го W-14 забезпечував проходження з Такао одного з конвоїв, що перевозили головну армію вторгнення на Філіппіни, і по прибутті до затоки Лінгайєн (західне узбережжя острова Лусон) здійснив тут бойове траління.
На початку січня 1942-го тральщик вже перебував у Давао (порт на південному узбережжі острова Мінданао), звідки вийшов 7 січня серед численних кораблів ескорту, які супроводжували транспорти з десантом на острів Таракан (центр нафтовидобувної промисловості на північно-східному узбережжі Борнео). Висадка успішно пройшла 11 січня, втім, одна нідерландська берегова батарея, розташована на південному завершенні острова, не погодилась капітулювати та перешкоджала проходу до причальних споруд. 12 січня W-14 та 5 інших тральщиків увійшли до гавані та вступили в артилерійський бій з батареєю, під час якого W-14 був уражений 120-мм снарядами і затонув, загинула більшість екіпажу. Згодом адмірал, що командував японським загоном, наказав стратити понад дві сотні нідерландських артилеристів.